# Paula Sibilia
Paula Sibilia   (Buenos Aires, 1967) és una antropòloga i docent argentina establerta a Rio de Janeiro que es dedica a l'assaig i la investigació. La seva producció assagística es basa en la investigació de temes culturals contemporanis sota la perspectiva genealògica, centrant-se en les relacions entre cossos, subjectivitats, tecnologies i manifestacions mediàtiques o artístiques.
Al llarg de la seva trajectòria professional ha publicat diversos articles i ha fet conferències i ponències. Com a assagista ha publicat llibres tant en portuguès com en castellà, entre els quals destaquen:
- El hombre postorgánico: Cuerpo, subjetividad y tecnologías digitales (2005): investiga i analitza els nous mecanismes de control del capitalisme postindustrial partint de la noció foucaultiana de biopoder.[6]
- La intimidad como espectáculo (2008): exposa la hipòtesi que en la societat actual qualsevol pot ser protagonista. En aquesta obra s'expliquen fenòmens actuals com el de l'«extimitat» (intimitat exhibida).[7] Hi sosté que l'autoexhibició té el seu origen en la nostra incapacitat d'estar sols i ho assimila al procés de creació d'un personatge.[8]
- ¿Redes o paredes? La escuela en tiempos de dispersión (2012)